# Amitus
Amitus is een geslacht van vliesvleugelige insecten uit de familie Platygastridae.

## Soorten
- A. aleurotubae Viggiani & Mazzone, 1982
- A. croesus Hulden, 1986
- A. fuscipennis MacGown & Nebeker, 1978
- A. longicornis (Foerster, 1878)
- A. minervae Silvestri, 1911
- A. rugosus Viggiani & Mazzone, 1982
- A. spiniferus (Brethes, 1914)
- A. vesuvianus Viggiani & Mazzone, 1982